# 尖山 (苗栗縣)
尖山，是臺灣苗栗縣公館鄉的一個傳統地域名稱，位於該鄉中部至北部中央地帶。相較於今日行政區，其範圍大致包括尖山村、仁安村。

## 歷史
台灣清治末期至日治初期，尖山地區為一街庄，稱為「尖山庄」，隸屬於苗栗一堡。該庄北邊及東邊北段與二崗坪庄為鄰，東邊中段及南段分別與北河庄、南河庄為鄰，南邊為大坑庄，西邊中、南段與鶴仔崗庄為鄰，西邊北段隔後龍溪與維祥庄、芒埔庄為界。
1901年（日治明治三十四年）11月，全台廢縣廳改設二十廳，該庄隸屬於苗栗廳。1909年（明治四十二年）10月，合併二十廳為十二廳，該庄改隸屬於新竹廳。1920年（大正九年），廢十二廳改設五州二廳，該庄改制為「尖山」大字，隸屬於新竹州苗栗郡公館庄。
戰後公館庄改制為公館鄉，隸屬於新竹縣，大字亦改制為村。1950年桃、竹、苗分治，公館鄉改隸屬於苗栗縣。

## 聚落
本地區發展較早的聚落有尖山、維祥、坪頂、下大坑等，在日治期初期的官方地圖上已有記載。此外，本地區尚有尖山社區、舉人坪、寬仁、甲叉河、陳庄、隘寮坪、坭坡子等聚落。

## 交通
國道1號又稱「中山高速公路」，是台灣西部兩條縱向高速公路之一，大致以北北東－南南西走向蜿蜒經過本地區北部略偏西側。境內未設交流道，北側最近的是省道台13線交會口的頭屋交流道，南側最近的是省道台6線交會口的苗栗交流道，由此等進入可快速前往國道1號沿線各地。
省道台72線是「東西向快速公路－後龍汶水線」，俗稱「後汶快速公路」，大致與國道1號平行而位於其西側經過本地區北部西側後龍溪沿岸地帶。境內未設交流道，但鄉道苗27-1線交會口的頭屋二交流道即在北部邊界外緣。由該道路向北轉西北可前往後龍並止於省道台1線路口，向南可前往公館、汶水並止於省道台3線路口。
縣道119甲線又稱「沿山公路」，是尖山至龍泉的道路，其北側端點位於本地區中部偏北的鄉道苗25-1線路口。由此向南蜿蜒而行，出境後可前往外橫岡，於枋屋下轉西南，可前往關爺埔、龍泉並止於縣道119號路口。
鄉道苗25線是頭屋至福基的道路，在本地區路段最北段大致緊臨國道1號西側，其後經國道1號高架橋下轉至其東側並與其緊臨，中段以以始略為分離而朝南南西方向離開本地區。由該道路向北北東可前往二崗坪、頭屋市區並止於省道台13線，向南南西可前往鶴子岡、內五穀岡、麻齊寮、五穀岡、中小義、關爺埔、福基並止於省道台6線路口。
鄉道苗25-1線是尖山至外橫岡的道路，其北側端點位於本地區中部偏北鄉道苗25線路口。由此向東南轉東至同善寺轉南蜿蜒而行，出境後可前往上大坑口、外橫岡北側並止於大安橋南岸鄉道苗24線路口。
鄉道苗25-2線是五穀岡至仁安的道路，其東側端點位於本地區南部邊界地帶的鄉道苗25-1線路口。由此向西北西沿本地區南部邊界而行，出境後可前往內五穀岡、五穀岡並止於省道台6線路口。
鄉道苗26線是五板橋至茄苳樹下的道路，大致以西北—東南走向轉縱向再轉橫向再轉西北—東南走向蜿蜒經過本地區中部。由該道路向西北轉西可前往鶴子岡（鶴岡）、五板橋並止於省道台6線路口，向東南經南河後轉東北可前往北河、蛤蟆石下並止於北安橋頭；續行可經錫隘隧道前往獅潭的錫隘並止於省道台3線路口。
鄉道苗26-2線是尖山至雙合水的道路，其西側端點位於本地區中北部舉人坪西南側同善寺旁鄉道苗25-1線路口。由此向東南東出境後轉東北東再轉東南蜿蜒而行，可前往北河地區的雙合水東側並止於鄉道苗26線路口。

## 產業
- 中興紡織第八廠